# Tatami (film, 2023)
Pour plus de détails, voir Fiche technique et Distribution.
Tatami est un film dramatique américain et géorgien réalisé par Zar Amir Ebrahimi et Guy Nattiv (en) et sorti en 2023,.
Le film suit la judoka iranienne Leila Hosseini qui participe aux championnats du monde à Tbilissi, en Géorgie. Elle et son entraineuse Maryam Ghanbari visent la médaille d'or. Mais en finale, elle risque d'être opposée à une athlète israélienne, ce que les autorités iraniennes veulent à tout prix éviter. Les deux femmes vont subir de fortes pressions pour que Leila feigne une blessure et déclare forfait.

## Synopsis
Leila Hosseini veut devenir championne du monde de judo à l'occasion des championnats qui se déroulent à Tbilissi. Elle remporte plusieurs combats. Chez elle, son mari, son jeune fils et sa famille la soutiennent avec enthousiasme. Mais elle risque d'affronter en finale Shani Lavi, une judoka israélienne. L'entraineuse de Leila, Maryam Ghanbari, reçoit alors un appel téléphonique de la fédération iranienne de judo : Leila doit feindre de s'être blessée et déclarer forfait.
D'abord surprise, Maryam finit par transmettre cet ordre à Leila, qui refuse catégoriquement. Les pressions se font de plus en plus fortes sur les deux femmes, et leurs familles restées en Iran sont directement menacées. Les relations entre les deux femmes se tendent, Maryam cesse de conseiller et de soutenir Leila pendant ses combats, et une violente dispute entre les deux femmes attire l'attention des officielles de la Fédération internationale de judo, Stacey Travis et Jean Claire Abriel. Exaspérée, Leila se cogne violemment la tête à plusieurs reprises contre le miroir des toilettes, s'entaillant profondément le front. Perturbée par les pressions exercées sur elle, Leila est moins concentrée pendant ses combats, ce qui n'échappe pas aux deux journalistes qui les commentent. Elle continue néanmoins à gagner.
À Téhéran, la police se rend au domicile de Leila pour arrêter son mari, mais celui-ci parvient à s'échapper avec leur jeune fils et prend la route vers la frontière. Les parents de Leila sont arrêtés et son père est contraint à enregistrer une vidéo dans laquelle il supplie sa fille d'obéir. Les officielles de la fédération internationale interrogent Leila, qui confirme être victime de menaces. Elles la placent sous la protection d'un garde du corps. Leila finit par perdre face à une judoka géorgienne. La judoka israélienne perd aussi en demi-finale. Les diplomates iraniens tentent de forcer Maryam à monter dans le car les ramenant vers l'Iran, mais celle-ci se sauve et demande l'aide de Stacey Travis et Jean Claire Abriel. Le mari de Leila a réussi à passer la frontière. Ils obtiennent l'asile politique en France.
Un an plus tard, Leila, toujours coachée par Maryam, participe à une nouvelle compétition internationale, mais cette fois dans l'équipe des réfugiés de la Fédération internationale.

## Fiche technique
- Titre : Tatami
- Réalisation : Zar Amir Ebrahimi et Guy Nattiv (en)
- Scénario : Guy Nattiv et Elham Erfani
- Musique : Dascha Dauenhauer (de)
- Photographie : Todd Martin
- Son : Ronen Nagel
- Montage : Yuval Orr
- Costumes : Sofia Iosebidze
- Production : Adi Ezroni, Mandy Tagger-Brockey, Jaime Ray Newman et Guy Nattiv
  - Production associée : Elham Erfani
  - Production déléguée : Avi Nir, Alon Shtruzman, Peter Traugott, Ori Eisen, Peter Sobiloff, Salvatore Monaco, Maya Amsellem, Ori Allon, et Sharon Harel-Cohen
  - Coproduction : Jared Kash, Peter Kash, Hack Donohue et Jenny Harper
- Société de production :
- Société de distribution : Metropolitan Filmexport (France)
- Pays de production :  Géorgie et  États-Unis
- Langue originale : farsi, anglais
- Format : noir et blanc — 1,33:1
- Genre : drame
- Durée : 103 minutes
- Dates de sortie :
  - Italie : 2 septembre 2023 (Mostra de Venise)
  - Suisse : 2 octobre 2023 (Festival du film de Zurich)
  - Belgique : 26 juin 2024 (Brussels International Film Festival)
  - France : 4 septembre 2024

## Distribution
- Arienne Mandi : Leila Hosseini
- Zar Amir Ebrahimi : Maryam Ghanbari
- Ash Goldeh : Nader Hosseini
- Jaime Ray Newman : Stacey Travis
- Nadine Marshall (en) : Jean Claire Abriel
- Lir Katz : Shani Lavi
- Valeriu Andriuță : Vlad
- Mehdi Bajestani : Amar Hosseini
- Elham Erfani : l'assistant coach

## Accueil

### Accueil critique
Sur le site Allociné, le film obtient une note moyenne de 3.8/5, basée sur 27 critiques.